# 新桥镇 (漳平市)
新桥镇，是中华人民共和国福建省龙岩市漳平市下辖的一个镇。

## 行政区划
新桥镇下辖以下地区：
和睦社区、麦园社区、新桥村、易坑村、西埔村、产坑村、南丰村、秀溪村、城口村、珍坂村、义宅村、双溪村、武陵坑村、钱坂村、城门村、高美村、产盂村、陈坑村、坂尾村、石码村、秀岐头村、云墩村、仓坂村、白泉村和逢湖村。